# Tryssogobius flavolineatus
Tryssogobius flavolineatus är en fiskart som beskrevs av Randall 2006. Tryssogobius flavolineatus ingår i släktet Tryssogobius och familjen smörbultsfiskar. Inga underarter finns listade i Catalogue of Life.